# Finały NBA 2003
Finały NBA w 2003  rozegrano w dniach 2-15 czerwca 2003 roku. Spotkali się w nich mistrzowie Konferencji Wschodniej – New Jersey Nets oraz  Konferencji Zachodniej – San Antonio Spurs.
W drodze do finału Nets pokonali kolejno: Milwaukee Bucks 4-2, Boston Celtics 4-0 i w finale Konferencji Detroit Pistons 4-0. Natomiast Spurs zwyciężyli: Phoenix Suns 4-2, Los Angeles Lakers 4-2 i w finale konferencji Dallas Mavericks 4-2.
Mecze rozgrywano w formule 2-3-2. Przewagę własnej hali miała drużyna Spurs.

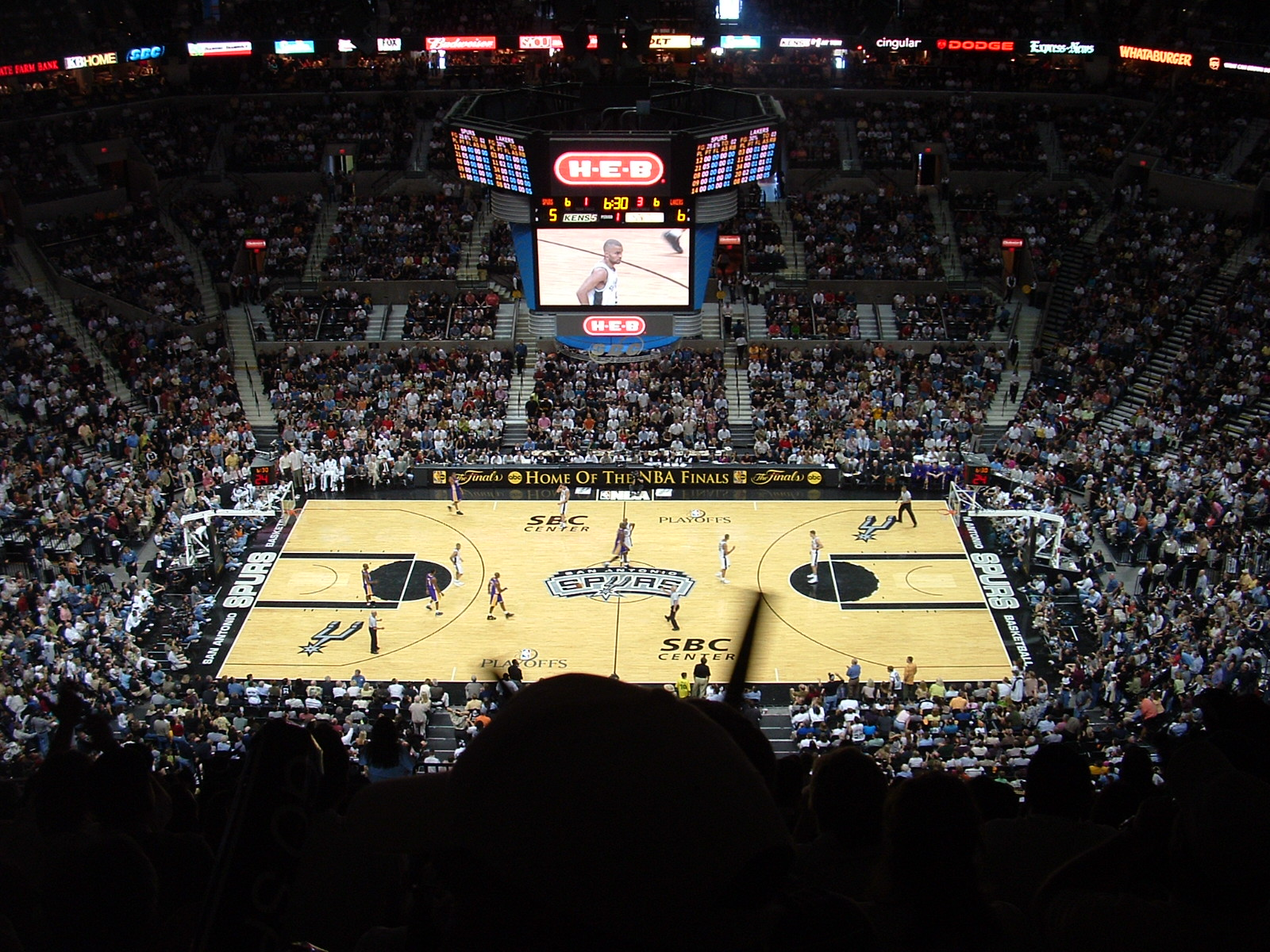
Hala AT&T Center w San Antonio

Tytuł mistrza NBA, po raz drugi w historii, zdobyła drużyna San Antonio Spurs, zwyciężając New Jersey Nets 4-2.
Tytuł MVP Finałów zdobył po raz drugi w swojej karierze Tim Duncan, zdobywając przeciętnie w meczu 24,2 pkt., 5,3 ast. i 17,0 zb.
Były to pierwsze mecze finałowe, które drużyna Spurs rozgrywała w hali AT&T Center.
Po finałach w 2003 roku karierę zakończył center San Antonio Spurs, David Robinson.

## Przebieg serii
| 4 czerwca 2003 | statystyki | San Antonio Spurs 101 – 89 New Jersey Nets            | San Antonio Spurs 101 – 89 New Jersey Nets | San Antonio Spurs 101 – 89 New Jersey Nets                   |  | AT&T Center, San Antonio |
| 4 czerwca 2003 | statystyki | Rezultaty w kwartach: 18-21, 24-21, 32-17, 27-30      |                                            |                                                              |  | AT&T Center, San Antonio |
| 4 czerwca 2003 | statystyki | Pkt: Tim Duncan 32 Zb: Tim Duncan 20 As: Tim Duncan 6 |                                            | Pkt: Kenyon Martin 21 Zb: Kenyon Martin 12 As: Jason Kidd 10 |  | AT&T Center, San Antonio |
| 4 czerwca 2003 | statystyki | Spurs prowadzi w serii 1-0                            |                                            |                                                              |  | AT&T Center, San Antonio |

| 6 czerwca 2003 | statystyki | San Antonio Spurs 85 – 87 New Jersey Nets               | San Antonio Spurs 85 – 87 New Jersey Nets | San Antonio Spurs 85 – 87 New Jersey Nets               |  | AT&T Center, San Antonio |
| 6 czerwca 2003 | statystyki | Rezultaty w kwartach: 18-19, 17-22, 21-25, 29-21        |                                           |                                                         |  | AT&T Center, San Antonio |
| 6 czerwca 2003 | statystyki | Pkt: Tony Parker 21 Zb: Tim Duncan 12 As: Tony Parker 5 |                                           | Pkt: Jason Kidd 30 Zb: Jason Kidd 7 As: Kenyon Martin 4 |  | AT&T Center, San Antonio |
| 6 czerwca 2003 | statystyki | Remis w serii 1-1                                       |                                           |                                                         |  | AT&T Center, San Antonio |

| 8 czerwca 2003 | statystyki | New Jersey Nets 79 – 84 San Antonio Spurs                    | New Jersey Nets 79 – 84 San Antonio Spurs | New Jersey Nets 79 – 84 San Antonio Spurs              |  | Continental Airlines Arena, New Jersey |
| 8 czerwca 2003 | statystyki | Rezultaty w kwartach: 21-15, 9-18, 27-21, 22-30              |                                           |                                                        |  | Continental Airlines Arena, New Jersey |
| 8 czerwca 2003 | statystyki | Pkt: Kenyon Martin 23 Zb: Kenyon Martin 11 As: Jason Kidd 11 |                                           | Pkt: Tony Parker 26 Zb: Tim Duncan 16 As: Tim Duncan 7 |  | Continental Airlines Arena, New Jersey |
| 8 czerwca 2003 | statystyki | San Antonio Spurs prowadzi w serii 2-1                       |                                           |                                                        |  | Continental Airlines Arena, New Jersey |

| 11 czerwca 2003 | statystyki | New Jersey Nets 77 – 76 San Antonio Spurs                   | New Jersey Nets 77 – 76 San Antonio Spurs | New Jersey Nets 77 – 76 San Antonio Spurs                  |  | Continental Airlines Arena, New Jersey |
| 11 czerwca 2003 | statystyki | Rezultaty w kwartach: 16-18, 29-16, 11-23, 21-19            |                                           |                                                            |  | Continental Airlines Arena, New Jersey |
| 11 czerwca 2003 | statystyki | Pkt: Kenyon Martin 20 Zb: Kenyon Martin 13 As: Jason Kidd 9 |                                           | Pkt: Tim Duncan 23 Zb: Tim Duncan 17 As: Parker, Jackson 3 |  | Continental Airlines Arena, New Jersey |
| 11 czerwca 2003 | statystyki | Remis w serii 2-2                                           |                                           |                                                            |  | Continental Airlines Arena, New Jersey |

| 13 czerwca 2003 | statystyki | New Jersey Nets 83 – 93 San Antonio Spurs               | New Jersey Nets 83 – 93 San Antonio Spurs | New Jersey Nets 83 – 93 San Antonio Spurs                 |  | Continental Airlines Arena, New Jersey |
| 13 czerwca 2003 | statystyki | Rezultaty w kwartach: 18-19, 16-23, 23-24, 26-27        |                                           |                                                           |  | Continental Airlines Arena, New Jersey |
| 13 czerwca 2003 | statystyki | Pkt: Jason Kidd 29 Zb: Kenyon Martin 9 As: Jason Kidd 7 |                                           | Pkt: Tim Duncan 29 Zb: Tim Duncan 17 As: Parker, Duncan 4 |  | Continental Airlines Arena, New Jersey |
| 13 czerwca 2003 | statystyki | San Antonio Spurs prowadzi w serii 3-2                  |                                           |                                                           |  | Continental Airlines Arena, New Jersey |

| 15 czerwca 2003 | statystyki | San Antonio Spurs 88 – 77 New Jersey Nets              | San Antonio Spurs 88 – 77 New Jersey Nets | San Antonio Spurs 88 – 77 New Jersey Nets                |  | AT&T Center, San Antonio |
| 15 czerwca 2003 | statystyki | Rezultaty w kwartach: 17-25, 21-16, 19-22, 31-14       |                                           |                                                          |  | AT&T Center, San Antonio |
| 15 czerwca 2003 | statystyki | Pkt: Tim Duncan 21 Zb: Tim Duncan 20 As: Tim Duncan 10 |                                           | Pkt: Jason Kidd 21 Zb: Kenyon Martin 10 As: Jason Kidd 7 |  | AT&T Center, San Antonio |
| 15 czerwca 2003 | statystyki | San Antonio Spurs wygrało serię 4-2                    |                                           |                                                          |  | AT&T Center, San Antonio |